# Drosophila vireni
Drosophila vireni is een vliegensoort uit de familie van de fruitvliegen (Drosophilidae). De wetenschappelijke naam van de soort is voor het eerst geldig gepubliceerd in 2002 door Bachli, Vilela & Haring.